# 1-ша окрема танкова бригада (РФ)
1-ша окрема гвардійська танкова Уральсько-Львівська ордена Жовтневої Революції, Червонопрапорна, орденів Суворова і Кутузова добровольча бригада імені Маршала Радянського Союзу Р. Я. Малиновського (1 ОТБр, в/ч 60550, від липня 1994: 63453) — військове з'єднання танкових військ у складі Сухопутних військ Збройних сил Російської Федерації чисельністю у бригаду.
З'єднання входить до складу 20-ї гвардійської загальновійськової армії Західного військового округу. Пункт постійної дислокації — місто Богучар Воронізької області.

## Історія
У 1992 році, після розпаду СРСР, 10-та гвардійська танкова дивізія Радянської армії перейшла під юрисдикцію Російської Федерації і увійшла до складу її Збройних сил. На той час дивізія перебувала в складі Групи радянських військ у Німеччині (ГРВН) і дислокувалася у Східній Німеччині (Магдебург і Альтенґрабов). У 1993—1994 роках дивізія була виведена у місто Богучар Воронізької області.
У 1997 році 63-й гвардійський танковий полк та 6-та окрема гвардійська мотострілецька бригада були об'єднані, як 6-й гвардійський мотострілецький полк.
Згодом дивізія брала участь у Другій чеченській війні.
1 грудня 2009 року, в ході реформи Збройних сил c метою оптимізації, з'єднання було перетворено на 262-гу гвардійську базу зберігання та ремонту військової техніки (танкову) (262 БЗіРВТ (Т), в/ч 63453) з дислокацією у Богучарі.
У вересні 2015 року 262 БЗіРВТ (Т) була розгорнута у 1-шу окрему гвардійську танкову бригаду, що успадковує всі нагороди, історичний формуляр, бойову славу й почесні найменування попередників. Бригада увійшла до складу 20-ї гвардійської загальновійськової армії.
Станом на 2020 рік, перебувала у складі 20-ї армії.

## Структура

### 2000
За даними Майкла Холма:
- 61-й гвардійський танковий полк (Богучар, Воронезька область)
- 62-й гвардійський танковий полк (Богучар, Воронезька область)
- 6-й гвардійський мотострілецький полк (Курськ, Курська область)
- 248-й гвардійський мотострілецький полк (Voronezh, Воронезька область)
- 744-й гвардійський самохідний артилерійський полк (Богучар, Воронезька область)
- 359-й гвардійський зенітний ракетний полк (Богучар, Воронезька область)
- 112-й окремий розвідувальний батальйон (Богучар, Воронезька область)
- 152-й окремий гвардійський батальйон зв'язку (Богучар, Воронезька область)
- 127-й окремий батальйон радіаційного,хімічного та біологічного захисту (Богучар, Воронезька область)

## Оснащення
Оснащення на 1.1.2000 (за умовами УЗЗСЄ):
- 61-й гвардійський танковий полк: 83 Т-80, 15 БМП-2, 41 БМП-1, 5 БРМ-1К, 27 2С3 «Акація», 5 БМП-1КШ, 1 ПРП-3, 2 ПРП-4, 3 РХМ, 2 ПУ-12, 1 БРЕМ-2, 3 МТ-55А, 304 особи
- 62-й гвардійський танковий полк: 94 Т-80, 49 БМП-2, 5 БМП-1, 2 БРМ-1К, 24 2С3 «Акація», 2 БМП-1КШ, 1 ПРП-3, 3 ПРП-4, 3 РХМ, 3 ПУ-12, 2 Р-145БМ, 1 МТП-ЛБ, 2 МТ-55А, 304 особи
- 6-й гвардійський мотострілецький полк: 13 Т-80, 86 БМП-2, 5 БРМ-1К, 2 БТР-70, 24 2С19 «Мста-С», 9 БМП-2КШ, 3 ПРП-4, 3 РХМ, 2 БРЕМ-2, 1183 особи
- 248-й гвардійський мотострілецький полк: 13 Т-80, 13 БМП-2, 70 БМП-1, 5 БРМ-1К, 1 БТР-70, 24 2С3 «Акація», 4 БМП-1КШ, 1 ПРП-3, 1 ПРП-4, 3 РХМ, 2 ПУ-12, 1 МТП-ЛБ, 2 БРЕМ-4, 1 МТ-55А, 249 осіб
- 744-й гвардійський самохідний артилерійський полк: 36 2С19 «Мста-С», 12 БМ-21 «Град», 5 ПРП-4, 1 Р-145БМ, 2 Р-156БТР, 141 особа
- 359-й гвардійський зенітний ракетний полк: ЗРК «Оса» (SA-8), 4 ПУ-12, 2 Р-145БМ, 2 Р-156БТР, 185 осіб
- 112-й окремий розвідувальний батальйон: 12 БМП-2, 11 БРМ-1К, 4 Р-145БМ, 1 Р-156БТР, 36 осіб
- 152-й окремий гвардійський батальйон зв'язку: 9 Р-145БМ, 85 осіб
- 127-й окремий батальйон радіаційного,хімічного та біологічного захисту: 6 РХМ-4, 10 осіб